# Godsend (Héroes)
Godsend es el décimo segundo episodio de la serie de televisión estadounidense, Héroes.

## Trama
Peter Petrelli ha entrado en un severo estado de coma y es hospitalizado. En el hospital Peter comienza a tener visiones apocalípticas en donde él es el causante de destruir la ciudad de Nueva York, en dichas visiones varios de los personajes hacen su aparición, siendo hasta ahora personas que Peter ha o no conocido, entre las personas destaca un hombre extraño que parece estar mofándose de la situación de Peter cuando vuela ciudad, Peter entonces se levanta y trata de escapar a Nevada, pero cuando el camina entre las calles ve al mismo hombre burlón de sus sueños, Peter comienza a seguirlo pero el hombre lo ataca preguntándole consecutivamente si es capaz de “mirarlo”, Peter queda sorprendido por la deducción del hombre y es mostrado que ambos son invisibles. 
Niki Sanders quien ha sido encarcelada a voluntad propia comienza a pagar su sentencia, sin embargo la violencia de Jessica hace que sea una mujer temida en todo el lugar, Niki entonces es visitada por un abogado quien le asegura que el caso no estará cerrado a menos que se sepa el paradero del dinero robado, sin embargo Jessica comienza a manifestarse y logra convencer al abogado de conseguir un siquiatra, tiempo después Niki es visitada por su familia quienes lamentan la situación en la que se encuentra Niki, sin poder soportarlo Niki intenta persuadir a los guardias de dejarla abrazar a Micah, pero los guardias se niegan Niki entonces libera por primera ve su fuerza realzada y es llevada a su celda, al final del episodio se le puede ver como a Niki se le suministran sedantes y le ponen una camisa de fuerza, acto seguido Niki pide ayuda a Dios. 
D.L. en compañía de Micah intentan vivir sin Niki, sin embargo la poca experiencia paternal de D.L. provoca ciertas dificultades la hora de mantener a su hijo, un hombre llamado Aron Malsky llega ala residencia de los sanders, en donde la informa a D.L. que le hará saber al Sr. Linderman sobre la ubicación de su dinero, sin embargo él no le promete a D.L. que Linderman haya desaparecido de sus vidas. 
Mohinder Suresh recibe la visita de un policía quien le explica que han considerado usar su lista para saber la ubicación de las personas, sin embargo el también le dice a Mohinder que es posible que Mohinder haya dado con una tal Sarah Ellis, confundido Mohinder asegura no haberla conocido antes, pero el hombre le muestra una fotografía que revela que Sarah Ellis es en realidad Eden Mccain, más tarde Mohinder es visitado por Noah viene a ofrecerle la oferta de trabajar juntos, sin embargo Mohinder no se muestra muy de acuerdo y Noah le entrega una tarjeta para que en caso de que lo reconsidere estén comunicados.
Hiro y Ando han llegado al museo en donde encuentran la espada de Takezo Kensei, sin embargo durante la observación de esta Ando se da cuenta de que el símbolo es una combinación de dos caracteres que juntos quieren decir: Gran talento y Bendición. Hiro entonces se dispone a robarla, pero para la sorpresa de Hiro el tiempo en lugar de detenerse comienza a correr más lento de lo habitual, aunque le da el suficiente tiempo a Hiro de robar la espada y escapar, una vez afuera del museo ambos se enteran de que la espada es una replica del grupo de Linderman, posteriormente ellos visitan a Isaac quien se encontraba atendiendo a Simone y a Nathan, Hiro entonces comienza a explicarles a todos los presentes la situación, Simone más que sorprendida entonces les confiesa que el Sr. Linderman es su mayor cliente y se ofrece a llevarlos ante él. 
Claire Bennet tiene la oportunidad de empezar su vida desde cero, sin embargo ella no se muestra muy animada teniendo que fingir de qué sufre de amnesía, además de no tener a nadie con quien hablar sobre sus habilidades, de esa forma ella se comunica con el haitiano buscando la verdad sobre sus padres, pero el hombre él dice que sus poderes son obra de dios, más tarde ella busca a Zach para mostrarles sus poderes repitiendo la rutina en que se tira de una torre metálica y se presenta.

## Curiosidades
- Ando se da cuenta del significado del símbolo.
- Todos los personajes principales aparecen en este episodio.
- Una hora antes de que se estrenara el episodio, durante el show de Deal or no Deal se transmitió la primera escena del episodio Inesperado específicamente la conversación entre Hana Gitelman y Ted Sprague.

- Datos: Q1098269